# Liparis grebnitzkii
Liparis grebnitzkii és una espècie de peix pertanyent a la família dels lipàrids.

## Descripció
- Fa 8,4 cm de llargària màxima.
- És de color marró amb el cap i el dors més foscos.
- Aletes grisenques.[6][7]

## Hàbitat
És un peix marí, demersal i de clima boreal.

## Distribució geogràfica
Es troba al Pacífic nord-occidental: l'illa de Bering (les illes del Comandant).

## Observacions
És inofensiu per als humans.